# Leyendas de Fondo de Bikini
Leyendas de Fondo de Bikini (título original: Legends of Bikini Bottom) es una serie antológica de seis episodios de la serie de televisión animada estadounidense Bob Esponja, como parte de su séptima temporada. Como sugiere el nombre, los episodios tienen tramas que involucran cosas como monstruos, magia y criaturas míticas. El episodio llamado «Trenchbillies» se estrenó por primera vez en el servicio de redes sociales en línea Facebook el 27 de enero de 2011, antes de transmitirse en Nickelodeon el 29 de enero de 2011. Los otros cuatro, titulados «Sponge-Cano!», «The Main Drain», «The Monster Who Came to Bikini Bottom» y «Welcome to the Bikini Bottom Triangle» se estrenaron en Nickelodeon como parte de un especial de una hora el 28 de enero de 2011. La decisión de transmitir la serie en línea tenía como objetivo atraer «a los jóvenes y a los Inquieto enganchado a internet y a las redes sociales».
Además del elenco habitual de la serie, Amy Sedaris, Ginnifer Goodwin y Kristen Wiig fueron estrellas invitadas. Se realizaron promociones vinculadas con Burger King, que lanzó una línea de juguetes basada en la serie. Leyendas de Fondo de Bikini estuvo disponible en un DVD del mismo nombre el 16 de noviembre de 2010, junto con el episodio llamado «The Curse of the Hex». La serie recibió críticas positivas de los críticos de los medios tras su lanzamiento. En Paramount+, los seis episodios están agrupados en un solo episodio.
El concepto del episodio «Sponge-Cano!» fue reciclado en un musical basado en la serie que se estrenó en 2017 con gran éxito universal.

## Episodios
| N.º en serie | N.º en temp. | Título                                  | Dirigido por                                                                                   | Escrito por                                  | Fecha de emisión original                                        |
| ------------ | ------------ | --------------------------------------- | ---------------------------------------------------------------------------------------------- | -------------------------------------------- | ---------------------------------------------------------------- |
| 1            | 14a (140a)   | «The Monster Who Came to Bikini Bottom» | Andrew Overtoom (Animación) Aaron Springer (Guion gráfico) Alan Smart (Supervisando)           | Aaron Springer y Dani Michaeli               | 28 de enero de 2011                                              |
| 2            | 14b (140b)   | «Welcome to the Bikini Bottom Triangle» | Alan Smart (Animación/Supervisión) Lucas Brookshier y Nate Cash (Guion gráfico)                | Luke Brookshier, Nate Cash y Dani Michaeli   | 28 de enero de 2011                                              |
| 3            | 15a (141a)   | «The Curse of the Hex»                  | Tom Yasumi (Animación) Aaron Springer (Guion gráfico) Alan Smart (Supervisando)                | Aaron Springer y Richard Pursel              | 11 de junio de 2011                                              |
| 4            | 15b (141b)   | «The Main Drain»                        | Alan Smart (Animación/Supervisión) Lucas Brookshier y Nate Cash (Guion gráfico)                | Luke Brookshier, Nate Cash y Mr. Lawrence    | 28 de enero de 2011                                              |
| 5            | 16a (142a)   | «Trenchbillies»                         | Andrew Overtoom (Animación) Aaron Springer (Guion gráfico) Alan Smart (Supervisando)           | Aaron Springer y Richard Pursel              | 27 de enero de 2011 (Facebook) 29 de enero de 2011 (Nickelodeon) |
| 6            | 16b (142b)   | «Sponge-Cano!»                          | Tom Yasumi (Animación) Casey Alexander & Zeus Cervas (Guion gráfico) Alan Smart (Supervisando) | Casey Alexander, Zeus Cervas y Derek Iversen | 28 de enero de 2011                                              |

## Producción
Leyendas de Fondo de Bikini es una Serie de antología de seis episodios de Bob Esponja. La serie fue lanzada el 27 de enero de 2011 en el servicio de redes sociales en línea Facebook antes de emitirse en el canal de cable Nickelodeon. «Trenchbillies» fue el primer episodio que se emitió en Facebook y fue escrito por Aaron Springer y Richard Pursel, con Andrew Overtoom como director de animación. Nickelodeon dijo el miércoles 27 de enero que Bob Esponja tiene más de 16 millones de «amigos» en Facebook. La decisión de emitir la serie online tenía como objetivo atraer «a los jóvenes e inquietos enganchados a Internet y las redes sociales». En un comunicado de prensa, Brown Johnson, presidente de animación de Nickelodeon y MTVN Kids and Family Group, dijo: «El formato de antología de Leyendas de Fondo de Bikini brinda una gran oportunidad para probar algo nuevo donde podemos darles un primer vistazo a los 16 millones de fanáticos de Bob Esponja en Facebook, además de contenido nuevo al aire[...]». Cada episodio estuvo disponible durante dos semanas en Facebook.
Los otros cuatro llamados «Sponge-Cano!», «The Main Drain», «The Monster Who Came to Bikini Bottom» y «Welcome to Bikini Bottom Triangle» se estrenaron en Nickelodeon en un especial de una hora el 28 de enero de 2011. El estreno de una hora de Leyendas de Fondo de Bikini se transmitió simultáneamente en Nick Mobile y, después del estreno, estuvo disponible a través de los socios de descarga con opción a compra de Nickelodeon. En Nick.com, una página dedicada incluirá clips del especial, trivia de Bob Esponja, juegos y un tablero de mensajes con el tema de Parche el Pirata. Además, Nick.com lanzó un nuevo «Juego de la semana» llamado «Legends of Bikini Bottom» que se compone de seis minijuegos que requieren que los jugadores maniobren a Bob Esponja u otros personajes a través de una aventura diferente con temática de leyenda. El primer juego se lanzó el jueves 20 de enero y los cinco restantes se lanzaron uno cada día desde el lunes 24 de enero hasta el viernes 28 de enero. Para obtener acceso al juego final, los jugadores deben ingresar el código disponible solo al aire durante el especial de una hora que se transmitió el 28 de enero.
Además del elenco habitual, la actriz estadounidense Amy Sedaris y Ginnifer Goodwin fueron estrellas invitadas. Sedaris protagonizó como estrella invitada el episodio «Trenchbillies» como la voz de Ma Angler. Goodwin también actuó como estrella invitada como la voz de una sirena de cabello morado en el episodio «Welcome to the Bikini Bottom Triangle». Ella presta su voz a una sirena adolescente que roba a otros a través de la versión del Triángulo de las Bermudas de Fondo de Bikini. Brown Johnson dijo «"[...]Ginnifer Goodwin y Amy Sedaris han hecho un trabajo fantástico al expresar sus personajes, lo que enriquece toda la colección de historias».
Leyendas de Fondo de Bikini fue lanzado en DVD con el mismo nombre el 16 de noviembre de 2010 por Paramount Home Entertainment. El DVD presenta los seis episodios y agrega el episodio llamado «The Curse of the Hex». El episodio fue parte de la serie pero se lanzó en DVD. Fue estrella invitada Kristen Wiig de Saturday Night Live como la voz de Madame Hagfish. El 6 de diciembre de 2011, la serie fue lanzada en el DVD SpongeBob SquarePants: Complete Seventh Season, junto con todos los episodios de la séptima temporada.

## Marketing
Nickelodeon se asoció con Burger King para lanzar una línea de juguetes basada en la serie. La campaña de marketing comenzó el 23 de enero de 2011. La línea de juguetes constaba de seis figuras diferentes inspiradas en Bob Esponja, Patricio y Mr. Krabs. Si bien uno de los seis juguetes se incluyó gratis con cada comida para niños de Burger King, se pudieron comprar juguetes adicionales por separado.

## Recepción
Leyendas de Fondo de Bikini recibió críticas positivas de los críticos de los medios. En su reseña del DVD Talk, Paul Mavis dijo: «Leyendas de Fondo de Bikini es completamente nuevo, y ahí radica lo que se ha vuelto  [sic] ada vez más rutinario: calidad desordenada. Algunos son levemente divertidos y otros arruinan sus prometedoras configuraciones». Añadió: «Aun así, 'The Main Drain' y 'Trenchbillies' son bastante divertidas, mientras que el mágico delfín guerrero en 'Sponge-Cano!' Puede que valga la pena el precio de la entrada por sí solo aquí».
Danielle Sullivan de Babble.com dijo: «A mi hijo de 13 años todavía le encanta Bob Esponja y sus extravagantes amigos submarinos, y tengo que admitir que el programa me hace reír mucho. Es una de esas mezclas únicas que atraen a niños y padres». Michelle Lincaster de AllVoices, sobre la transmisión de la serie en Facebook, dijo: «Bob Esponja tiene 16.000.000 de seguidores en Facebook, por lo que el estreno de Leyendas de Fondo de Bikini en Facebook no debería ser una sorpresa».
Jeff Robbins del DVD Verdict se mezcló con la serie y dijo «Leyendas de Fondo de Bikini, es igual a Lost». Citando «The Monster Who Came to Bikini Bottom», dijo: «Lo que también es notable aquí es el final del episodio, que presenta un brillante regreso a un flashback visto anteriormente (más matices de Lost) que une los hilos del episodio, así como cualquier media hora escrita por Larry David. Este primer corto es Bob Esponja en su máxima expresión». Robbins calificó «The Main Drain» como «No es un buen episodio» y «Sponge-Cano!» como «un segmento fuerte». Al revisar «The Curse of the Hex», Robbins dijo: «Desafortunadamente, este pésimo episodio termina el disco con una nota amarga cuando un pez bruja maldice el Krusty Krab. El único aspecto notable de este segmento aburrido es que Kristen Wiig de Saturday Night Live le da voz al mixino, lo que, dependiendo de su visión actual de la institución de la comedia, puede hacer que el episodio sea más o menos interesante. O los escritores se cansaron de intentar hacer alusiones a Lost a estas alturas, o simplemente yo me cansé de buscarlas».